# Anelosimus exiguus
Anelosimus exiguus es una especie de araña de telaraña del género Anelosimus, de la familia Theridiidae, orden Araneae. Fue descrita por Yoshida en 1986.
Se distribuye por Asia: China y Japón (islas Ryūkyū). Fue publicada en The spider genus Anelosimus (Araneae: Theridiidae) in Japan and Taiwan. Acta Arachnologica 34: 31-, 39.